# Kyle Wellwood
Kyle Wellwood (né le 16 mai 1983 à Windsor, dans la province de l'Ontario au Canada) est un joueur professionnel de hockey sur glace canadien.

## Carrière
Kyle Wellwood fut choisi lors de la cinquième ronde en 134e position par les Maple Leafs de Toronto lors du repêchage d'entrée dans la Ligue nationale de hockey 2001. Il joue pour les Maple Leafs de Toronto de 2004 (premier match de LNH le 8 janvier 2004) à 2008. Le 16 décembre 2006, il inscrit 5 points (3 buts et 2 assistances) lors du match remporté 9 à 2 par l'équipe des Maple Leafs de Toronto contre celle des Rangers de New York. Il rejoint ensuite l'équipe des Canucks de Vancouver avec qui il termine troisième d'association lors des saisons régulières 2008-2009 et 2009-2010 avant d'être éliminé les deux fois par les Blackhawks de Chicago sur le score de 4 à 2 lors des séries éliminatoires en demi-finales d'association. Il joue pour l'équipe des Sharks de San José lors de la saison 2010-2011 et termine deuxième d'association en saison régulière. Kyle Wellwood et l'équipe des Sharks attendront, cette saison là, la finale de l'association de l'Ouest mais seront éliminés 4 à 1 par les Canucks de Vancouver. Il rejoint la nouvelle équipe des Jets de Winnipeg pour la saison 2011-2012 pour qui il inscrit 47 points (18 buts et 29 assistances) en 77 matchs réalisant ainsi sa meilleure performance en une saison.
Il annonce mettre un terme à sa carrière le 10 octobre 2013, après une pige de neuf matchs avec le EV Zoug, dans la Ligue nationale A suisse.

## Statistiques
| Saison     | Équipe                    | Ligue      |     | Saison régulière | Saison régulière | Saison régulière | Saison régulière | Saison régulière |    | Séries éliminatoires | Séries éliminatoires | Séries éliminatoires | Séries éliminatoires | Séries éliminatoires |
| Saison     | Équipe                    | Ligue      | PJ  | B                | A                | Pts              | Pun              | PJ               | B  | A                    | Pts                  | Pun                  |                      |                      |
| 1999-2000  | Bulls de Belleville       | LHO        | 65  | 14               | 37               | 51               | 14               | 16               | 3  | 7                    | 10                   | 6                    |                      |                      |
| 2000-2001  | Bulls de Belleville       | LHO        | 68  | 35               | 83               | 118              | 24               | 10               | 3  | 16                   | 19                   | 4                    |                      |                      |
| 2001-2002  | Bulls de Belleville       | LHO        | 28  | 16               | 24               | 40               | 4                | -                | -  | -                    | -                    | -                    |                      |                      |
| 2001-2002  | Spitfires de Windsor      | LHO        | 26  | 14               | 21               | 35               | 0                | 16               | 12 | 12                   | 24                   | 0                    |                      |                      |
| 2002-2003  | Spitfires de Windsor      | LHO        | 57  | 41               | 59               | 100              | 0                | 7                | 5  | 9                    | 14                   | 0                    |                      |                      |
| 2003-2004  | Maple Leafs de Saint-Jean | LAH        | 76  | 20               | 35               | 55               | 6                | -                | -  | -                    | -                    | -                    |                      |                      |
| 2003-2004  | Maple Leafs de Toronto    | LNH        | 1   | 0                | 0                | 0                | 0                | -                | -  | -                    | -                    | -                    |                      |                      |
| 2004-2005  | Maple Leafs de Saint-Jean | LAH        | 80  | 38               | 49               | 87               | 20               | 5                | 2  | 2                    | 4                    | 2                    |                      |                      |
| 2005-2006  | Maple Leafs de Toronto    | LNH        | 81  | 11               | 34               | 45               | 14               | -                | -  | -                    | -                    | -                    |                      |                      |
| 2006-2007  | Maple Leafs de Toronto    | LNH        | 48  | 12               | 30               | 42               | 0                | -                | -  | -                    | -                    | -                    |                      |                      |
| 2007-2008  | Maple Leafs de Toronto    | LNH        | 59  | 8                | 13               | 21               | 0                | -                | -  | -                    | -                    | -                    |                      |                      |
| 2008-2009  | Canucks de Vancouver      | LNH        | 74  | 18               | 9                | 27               | 4                | 10               | 1  | 5                    | 6                    | 0                    |                      |                      |
| 2009-2010  | Canucks de Vancouver      | LNH        | 75  | 14               | 11               | 25               | 12               | 12               | 2  | 5                    | 7                    | 0                    |                      |                      |
| 2010-2011  | Atlant Mytichtchi         | KHL        | 25  | 5                | 3                | 8                | 2                | -                | -  | -                    | -                    | -                    |                      |                      |
| 2010-2011  | Sharks de San José        | LNH        | 35  | 5                | 8                | 13               | 0                | 18               | 1  | 6                    | 7                    | 0                    |                      |                      |
| 2011-2012  | Jets de Winnipeg          | LNH        | 77  | 18               | 29               | 47               | 4                | -                | -  | -                    | -                    | -                    |                      |                      |
| 2012-2013  | Jets de Winnipeg          | LNH        | 39  | 6                | 9                | 15               | 2                | -                | -  | -                    | -                    | -                    |                      |                      |
| 2013-2014  | EV Zoug                   | LNA        | 9   | 1                | 2                | 3                | 0                | -                | -  | -                    | -                    | -                    |                      |                      |
| Totaux LNH | Totaux LNH                | Totaux LNH | 489 | 92               | 143              | 235              | 36               | 40               | 4  | 16                   | 20                   | 0                    |                      |                      |
| Totaux LAH | Totaux LAH                | Totaux LAH | 156 | 58               | 84               | 142              | 26               | 5                | 2  | 2                    | 4                    | 2                    |                      |                      |
| Totaux LHO | Totaux LHO                | Totaux LHO | 244 | 120              | 224              | 344              | 42               | 49               | 23 | 44                   | 67                   | 10                   |                      |                      |

## Trophée et Distinction
- Ligue de hockey de l'Ontario
  - Trophée Eddie-Powers (meilleur marqueur) en 2001.
  - Trophée plus/moins en 2001.
  - Première équipe d'étoiles en 2001.
  - Médaille d'or au Championnat du monde junior de hockey sur glace 2003.

## Parenté dans le sport
Il est le frère de Eric Wellwood et le cousin de Todd Elik.